# Джої Кінг
Джої Лінн Кінг (англ. Joey King; 30 липня 1999, Лос-Анджелес, Каліфорнія, США) — американська акторка. Набула своєї популярності завдяки ролям у фільмі «Рамона та Бізус» і комедії «Будка поцілунків».

## Біографія
Джої почала свою кар'єру у віці семи років. Її перший фільм «Грейс» (англ.) було номіновано на «Еммі». Вона також встигла відзначиться у фільмі «Спорожніле місто» з Адамом Сендлером, озвучила анімаційні фільми «Хортон» і «Льодовиковий період 3: Ера динозаврів». Джої знялася в епізоді серіалу «Та, що говорить з привидами» 2010 року.
В інтерв'ю для «Hollywood Reporter» Патрік Гіпс зазначив Джої Кінг, Корбін Блю і Селену Гомес як «Нове покоління талантів». Джої також запросили зіграти гостьову роль у двох епізодах серіалу «Все тіп-топ, або життя Зака і Коді».
У 2009 і 2010 роках Джої тричі номінувалася на премію «Молодий актор», а 2011 року отримала її за свою першу головну роль у фільмі «Рамона та Бізус». У 2010 році Джої розпочала музичну кар'єру, співаючи дуетом разом із сестрою Келлі пісню «Ramona Blue», а в 2011 році випустила свою першу сольну пісню «Anything at All». Того ж року вона знялася в кліпі Тейлор Свіфт на пісню «Mean».
У 2012 році Кінг з'явилася у фільмі «Темний лицар: Відродження легенди», а у 2013 році — у фільмі «Оз: Великий та Жахливий».
У 2016 році затверджено на роль Мандженти у третьому сезоні телесеріалу «Флеш».

## Особисте життя
З 2017 по осінь 2018 року зустрічалася з актором Джейкобом Елорді, з яким знімалася в кінофільмі «Будка поцілунків».
З 2019 року зустрічалася із продюсером Стівеном Пітом, з яким познайомилася на зйомках серіалу «Вдавання». У 2022 році пара заручилася. Весілля відбулося 2 вересня 2023 році на Майорці, Іспанія
Старші сестри Джої — Хантер Кінг та Келлі Кінг — також відомі як актриси.

## Фільмографія

### Фільми
| Рік  |    | Українська назва                         | Оригінальна назва              | Роль                                  |
| ---- | -- | ---------------------------------------- | ------------------------------ | ------------------------------------- |
| 2007 | ф  | Спорожніле місто                         | Reign Over Me                  | Джина Фінеман                         |
| 2008 | мф | Хортон                                   | Horton Hears a Who!            | Кеті                                  |
| 2008 | ф  | Карантин                                 | Quarantine                     | Брайана                               |
| 2009 | мф | Льодовиковий період 3: Ера динозаврів    | Ice Age: Dawn of the Dinosaurs | Бобриха                               |
| 2010 | ф  | Рамона та Бізус                          | Ramona and Beezus              | Рамона Куїмбі                         |
| 2011 | ф  | Глобальне вторгнення: Битва Лос-Анджелес | Battle: Los Angeles            | Крістен                               |
| 2011 | ф  | Це безглузде кохання                     | Crazy, Stupid, Love            | Моллі                                 |
| 2012 | ф  | Темний лицар повертається                | The Dark Knight Rises          | юна Талія аль Гул                     |
| 2013 | ф  | Закляття                                 | The Conjuring                  | Крістіна Перрон                       |
| 2013 | ф  |                                          | Family Weekend                 | Люсінда Сміт-Дангі                    |
| 2013 | ф  | Оз: Великий та Жахливий                  | Oz: The Great and Powerful     | Дівчинка-каліка; Порцелянова дівчинка |
| 2013 | ф  | Штурм Білого дому                        | White House Down               | Емілі Кейл                            |
| 2014 | ф  |                                          | The Boxcar Children            | Джессі                                |
| 2014 | ф  | Галас та лють                            | The Sound and the Fury         | Міс Квентін                           |
| 2014 | ф  | Хотів би я бути тут                      | Wish I Was Here                | Грейс                                 |
| 2015 | ф  |                                          | Borealis                       | Аврора                                |
| 2015 | ф  | Стоунволл                                | Stonewall                      | Фібі Вінтерс                          |
| 2016 | ф  | День незалежності: Відродження           | Independence Day: Resurgence   | Сем                                   |
| 2017 | ф  | Красиво піти                             | Going in Style                 | Бруклін                               |
| 2017 | ф  |                                          | Smartass                       | Фредді                                |
| 2017 | ф  | Бійся своїх бажань                       | Wish Upon                      | Клер Шеннон                           |
| 2018 | ф  | Будка поцілунків                         | The Kissing Booth              | Ель Еванс                             |
| 2018 | ф  | Брехня                                   | The Lie                        | Кайла                                 |
| 2018 | ф  |                                          | Radium Girls                   | Бессі                                 |
| 2018 | ф  | Тонка людина                             | Slender Man                    | Врен                                  |
| 2019 | ф  | Зеровілль                                | Zeroville                      | Зазі                                  |
| 2020 | ф  | Будка поцілунків 2                       | The Kissing Booth 2            | Ель Еванс                             |
| 2021 | ф  | Будка поцілунків 3                       | The Kissing Booth 3            | Ель Еванс                             |
| 2022 | ф  | Між життям і смертю                      | The In Between                 | Тесса                                 |
| 2022 | ф  | Принцеса                                 | The Princess                   | Принцеса                              |
| 2022 | ф  | Швидкісний поїзд                         | Bullet Train                   | Принц                                 |
| 2024 | ф  | Сімейна справа                           | A Family Affair                | Зара                                  |
| 2024 | мф | Нікчемний Я 4                            | Despicable Me 4                | Поппі                                 |
| 2024 | ф  | Огидні                                   | Uglies                         | Теллі Янгблад                         |
| 2026 | ф  | Практична магія 2                        | Practical Magic 2              |                                       |

### Телебачення
| Рік       |    | Українська назва                   | Оригінальна назва              | Роль                           |
| --------- | -- | ---------------------------------- | ------------------------------ | ------------------------------ |
| 2006      | с  | Малькольм у центрі уваги           | Malcolm in the Middle          | дівчина                        |
| 2006      | с  | Сюїта Життя Зака і Коді            | The Suite Life of Zack & Cody  | Емілі Мейсон                   |
| 2006—2007 | с  | Єрихон                             | Jericho                        | Селлі                          |
| 2007      | тф | Ангел-месник                       | Avenging Angel                 | Амелія                         |
| 2007      | тф | Задворки та кулі                   | Backyards & Bullets            | Джуні Підрозділи               |
| 2007      | с  | Антураж                            | Entourage                      | дочка Чака Лідделла            |
| 2007—2008 | с  | CSI: Місце злочину                 | CSI: Crime Scene Investigation | Маленька дівчинка/Нора Роу     |
| 2008      | с  | Медіум                             | Medium                         | Келлі Маккензі                 |
| 2009      | тф | Анатомія надії                     | Anatomy of Hope                | Люсі Морган                    |
| 2010      | тф | Елеватор                           | Elevator Girl                  | Пейдж                          |
| 2010      | с  | Та, що говорить з привидами        | Ghost Whisperer                | Кессіді                        |
| 2012      | с  | Новенька                           | New Girl                       | Бріанна                        |
| 2014—2015 | с  | Фарґо                              | Fargo                          | Грета Грімлі                   |
| 2014      | мс | Американський тато!                | American Dad!                  | (голос)                        |
| 2014      | тф | Пророк поза законом: Уоррен Джеффс | Outlaw Prophet: Warren Jeffs   | Елісса Уолл                    |
| 2016      | с  | Флеш                               | The Flash                      | Френкі Кейн/Magenta            |
| 2016      | мс | Робоцип                            | Robot Chicken                  | Поллі Покет/Дракулаура (голос) |
| 2016      | с  |                                    | Tween Fest                     | Меддісін Кроуфорд              |
| 2019      | с  | Вдавання                           | The Act                        | Джипсі Бланчард                |
| 2020      | мс | Сімпсони                           | The Simpsons                   | Едді (голос)                   |
| 2021      | с  | Дзвінки                            | Calls                          | Скайлар                        |
| 2022—2023 | мс | Хом'як і Ґретель                   | Hamster & Gretel               | Фред (голос)                   |
| 2024      | с  | Нам пощастило                      | We Were the Lucky Ones         | Галина Курц                    |

## Нагороди та номінації
| Нагорода             | Рік  | Категорія                                                                    | Результат | Робота                                |
| -------------------- | ---- | ---------------------------------------------------------------------------- | --------- | ------------------------------------- |
| Молодий актор        | 2009 | Best Performance in a TV Series — Guest Starring Young Actress               | Номінація | CSI: Місце злочину                    |
| Молодий актор        | 2010 | Best Performance in a Voice-Over Role — Young Actor/Actress                  | Номінація | Льодовиковий період 3: Ера динозаврів |
| Молодий актор        | 2010 | Best Performance in a TV Series (Comedy or Drama) — Supporting Young Actress | Номінація | Анатомія надії                        |
| Молодий актор        | 2011 | Best Performance in a Feature Film — Leading Young Actress Ten and Under     | Перемога  | Рамона та Бізус                       |
| Улюблена кіноактриса | 2019 | Kids’ Choice Awards                                                          | Перемога  | Будка поцілунків                      |
| Вибір народу         | 2020 | People's Choice Award for the Comedy Movie Star of the Year                  | Перемога  | Будка поцілунків 2                    |

## Дискографія
| Назва           | Дата виходу    |
| --------------- | -------------- |
| Anything At All | 10 жовтня 2010 |